# 落とし網
落とし網（おとしあみ）は、漁業に用いる定置網の一種である。垣網、囲い網、登り網、箱網で形成される。囲い網がない場合もある。垣網で行く手を塞がれた魚は、垣網に沿って泳ぎ、囲い網、または、登り網の手前にある端口を通って、箱網に誘導される。端口や箱網の入り口は、楔形になっており、魚が網から逃げ出しにくくなっている。
網は海中に没しており、上部は浮子（あば）と呼ばれる浮きが装着されている。網は錨によって固定されている。